# Otto Adolf Meurman
Otto Adolf Meurman, född 1817 i Jockis, död 1850, var en finlandssvensk statstjänsteman och översättare. Han verklista med översättningar från ryska är inte lång, men han var en av få tidigare översättare från ryska som producerat mer än någon enstaka text. Han var också den som fullbordade det av J.G. Hornborg  påbörjade arbetet med Svenskt och ryskt lexicon (1846–1847).

## Översättningar
- Aleksandr Marlinskij: Mulla-Nur (Mulla-Nur) (Thomson, 1840)
- Aleksandr Pusjkin: Kaptenens dotter: berättelser (Kapitanskaja dočka) (Thomson, 1841)
- Aleksandr Marlinskij: Ammalath-Bek (Ammalat-Bek) (Thomson, 1841)
- Aleksandr Marlinskij: Pantsar-riddaren : en partigångares berättelse (Latnik) (Thomson, 1842)
- Aleksandr Marlinskij: Roman och Olga : historisk skildring från år 1396 (Roman i Ol'ga) (Thomson, 1842)
- Aleksandr Marlinskij: Seder och bruk i Kaukasien (Thomson, 1842)
- Michail Lermontov: Vår tids hjelte (Geroj našego vremeni) (Helsingfors : J. Simelii arfvingar, 1844)